# MMO Games Magazine
Az MMO Games Magazine (eredetileg Massive Magazine) rövid életű MMO számítógépes játékokkal foglalkozó magazin volt. A theGlobe.com média konglomerátum adta ki a Computer Games újság testvér lapjaként. A magazin weboldalát 2006 júniusában indították, az első lapszám 2006 szeptemberében került fel az újságárusok polcaira. A nagy előkészület ellenére csak három szám jelent meg a lapból. 2007 márciusában a theGlobe.com-ot a bíróság az összes nyomatott másának, köztük az MMO Games megszüntetésére kötelezte.